# 멀레퍼선트

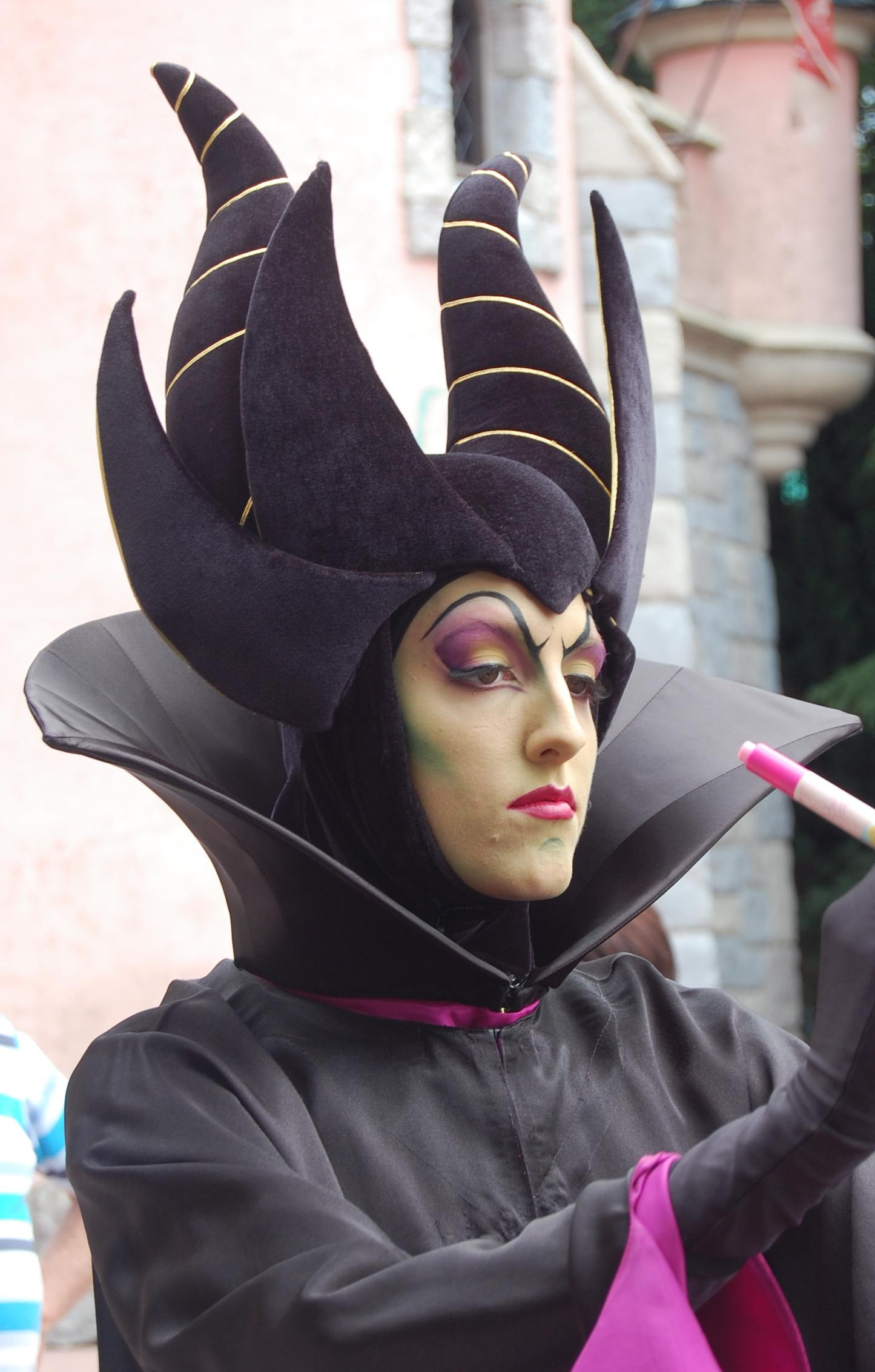
멀레퍼선트 캐스팅 멤버

말레피센트(프랑스어: Maléfique, 영어: Maleficent)는 월트 디즈니 픽처스의 캐릭터로, 1959년 애니메이션 영화 《잠자는 숲속의 미녀》에 악마 마녀로 첫 등장했다. 샤를 페로의 동화 잠자는 숲속의 미녀에 등장하는 사악한 요정을 모티브로 해 창작되었다.

## 출연 작품

### 애니메이션
- 《잠자는 숲속의 미녀》 (1959)

### 실사 작품
- 《원스 어폰 어 타임》 (2011-18)
- 《말레피센트》 (2014)
- 《디센던츠》 (2015)
- 《말레피센트 2》 (2019)